# Battaglia di Zhenhai (1885)
La battaglia di Zhenhai (鎮海之役T) fu uno scontro minore che ebbe luogo il 1º marzo 1885 tra la Squadra dell'Estremo Oriente (Escadre de l'extrême-Orient) dell'ammiraglio Amédée Courbet e le navi da guerra e le batterie costuere cinesi nei pressi della città costiera di Zhenhai, 19 km a valle di Ningbo durante la guerra franco-cinese (agosto 1884-aprile 1885). Le fonti francesi e cinesi sono in netto contrasto: quelle francesi trattano lo scontro come un incidente minore, mentre quelle cinesi lo considerano un'eclatante vittoria difensiva. La battaglia di Zhenhai è tuttora commemorata in Cina come un'importante vittoria cinese nella guerra franco-cinese.

## Contesto

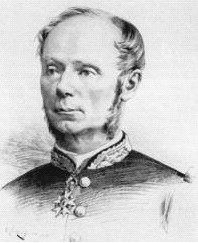
L'ammiraglio Anatole-Amédée-Prosper Courbet (1827-1885)

All'inizio di febbraio 1885 una parte della Squadra dell'Estremo Oriente dell'ammiraglio Courbet partì da Keelung per contrastare il tentativo di una parte della Flotta del Nanyang (Flotta dei mari del sud) di rompere il blocco navale francese di Formosa. L'11 febbraio 1885 la squadra di Courbet incontrò nei pressi della baia di Shipu gli incrociatori Kaiji (開濟), Nanchen (南琛) e Nanrui (南瑞), tre delle navi più moderne della flotta cinese, accompagnate dalla fregata Yuyuan (馭遠) e dallo sloop Chengqing (澄慶). La flotta cinese, al comando dell'ammiraglio Wu Ankang (吳安康), si disperse all'avvicinarsi dei francesi e, mentre i tre incrociatori riuscirono a fuggire, la Yuyuan e la Chengqing furono intrappolate dai francesi nella baia di Shipu. La notte del 14 febbraio 1885, durante la battaglia di Shipu, un attacco silurante francese paralizzò entrambe le navi: un siluro a pertica colpì la Yuyuan, mentre la Chengqing fu colpita dalle granate sparate dalla flotta francese.
Il 25 febbraio 1885 l'ammiraglio Courbet ricevette l'ordine di attuare un "blocco del riso" per impedire il trasporto del prodotto da Shanghai alla Cina settentrionale. Il 28 febbraio 1885, in rotta per Shanghai, arrivò al largo della baia di Zhenhai con le corazzate Bayard e Triomphante, l'incrociatore Nielly e la nave da trasporto truppe Saône. Sospettando che la Kaiji, la Nanchen e la Nanrui si fossero rifugiate nella baia di Zhenhai, Courbet esplorò l'ingresso della baia all'alba del 1º marzo 1885. Non solo riuscì a vedere gli alberi dei tre incrociatori cinesi, ma fu anche in grado di identificare altre quattro navi da guerra nemiche: lo sloop Chaowu (超武), il trasporto in legno Yuankai (元凱) e due cannoniere. L'ingresso alla baia, bloccato con giunche fatte affondare, era difeso da due forti di recente costruzione.

## La "battaglia di Zhenhai",1ºmarzo1885

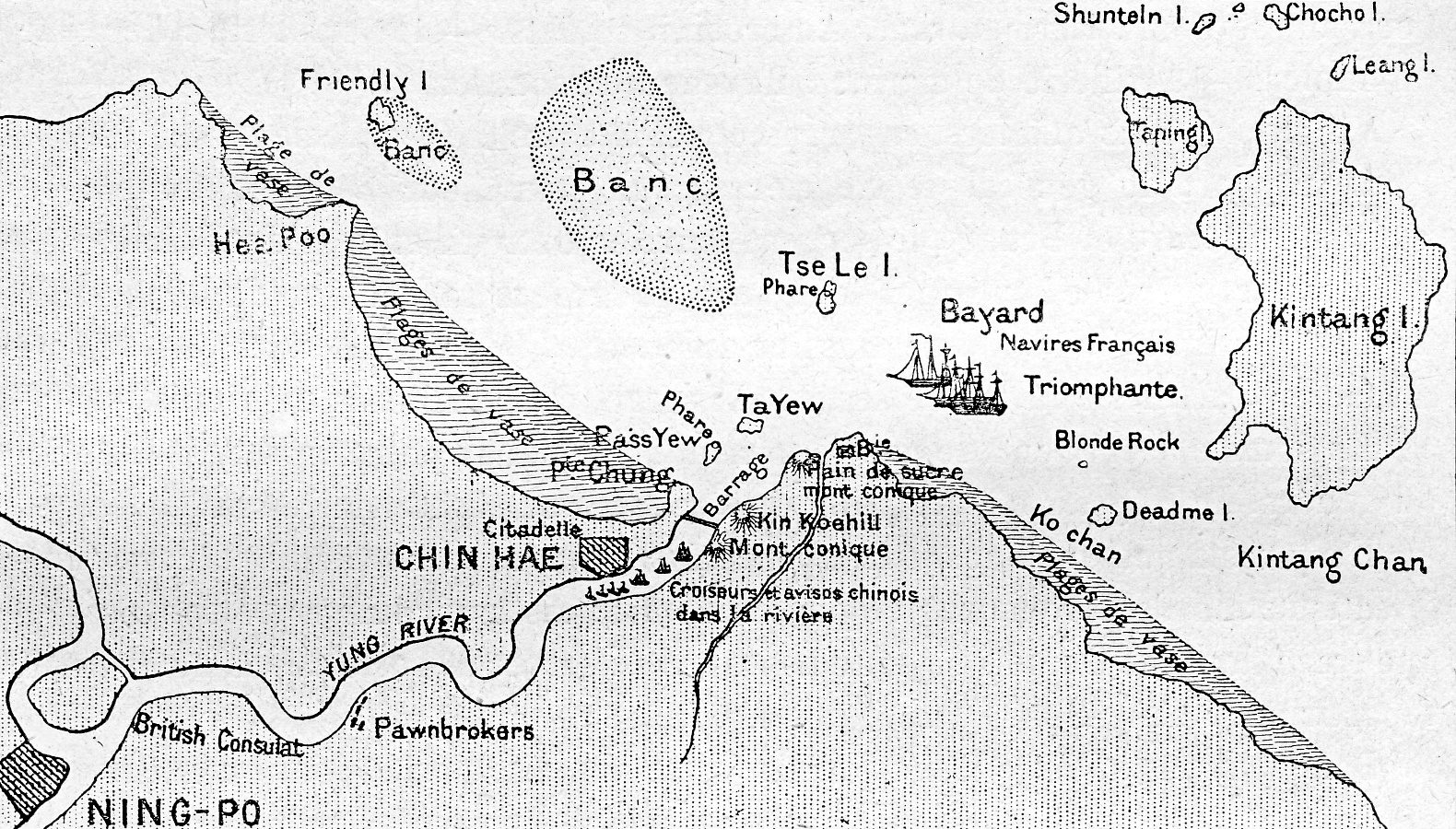
Mappa francese della battaglia di Zhenhai

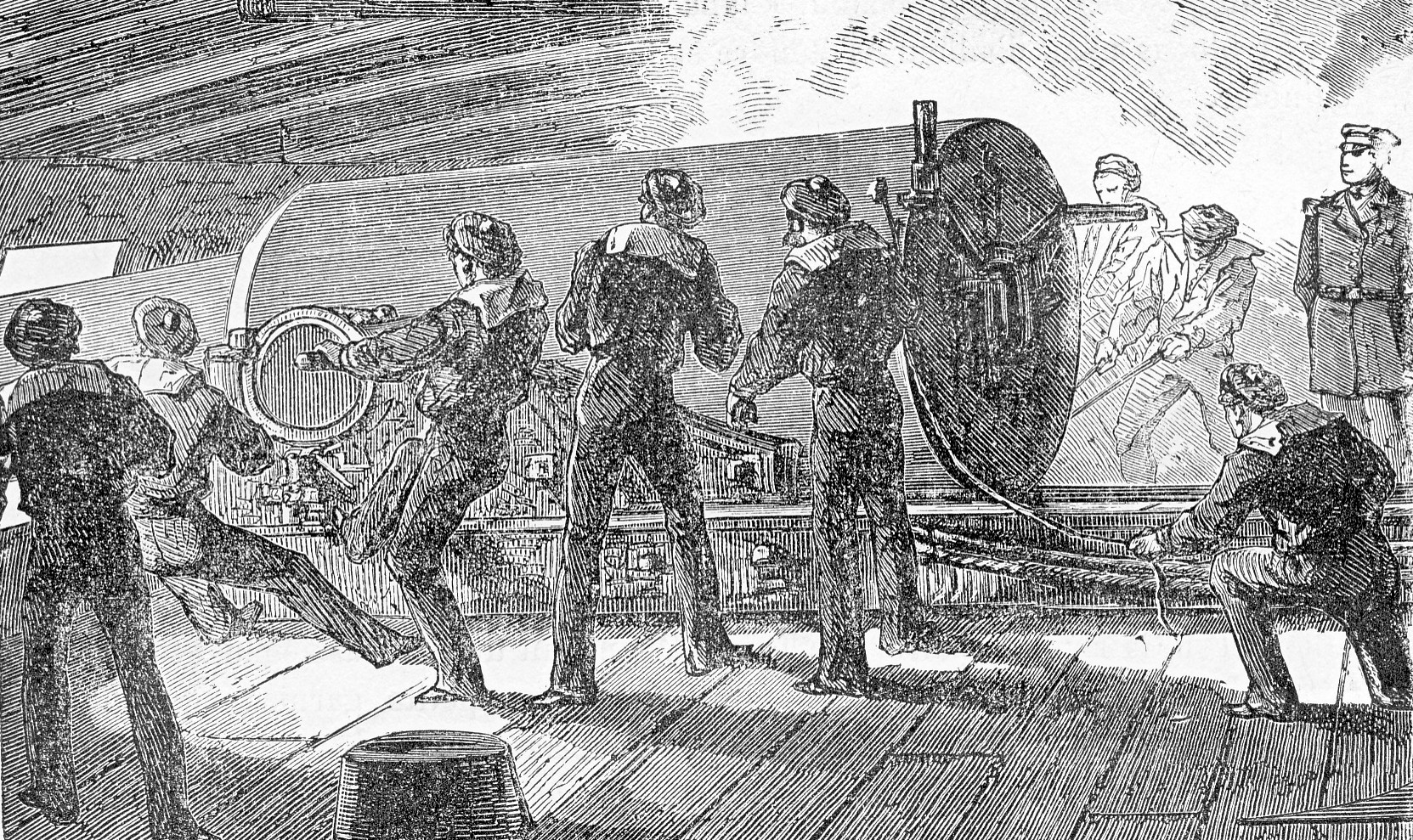
I cannoni della Nielly in azione a Zhenhai,

Nel primo pomeriggio del 1º marzo 1885 Courbet effettuò una ricognizione più ravvicinata con la Nielly, scatenando un vigoroso fuoco da parte delle batterie costiere cinesi e delle navi da guerra in prossimità. Nonostante l'estrema distanza, alcuni dei loro colpi arrivarono a meno di 100 metri dall'incrociatore francese. Illesa, la Nielly rispose al fuoco e poi si ricongiunse lentamente alla squadra. Il duello durò poco più di mezz'ora e non è certo che il fuoco della Nielly sia stato più efficace di quello dei cinesi. Tuttavia, i francesi affermarono di aver ucciso alcuni soldati a terra e di aver inflitto lievi danni a una delle batterie di terra.
La sera del 1º marzo 1885 Courbet diede l'ordine di attacco per il giorno successivo, ma la mattina dell'assalto i rischi dell'operazione divennero evidenti. Mettere a tacere le batterie cinesi sarebbe stato un lavoro lungo e lento e le corazzate francesi, mentre bombardavano i forti, sarebbero state esposte al fuoco dei tre incrociatori cinesi. Anche se le navi da guerra francesi fossero riuscite a far tacere le difese cinesi e a forzare lo sbarramento, gli incrociatori nemici avrebbero potuto eluderle risalendo il fiume verso Ningbo. Courbet decise di non subire inutili perdite e annullò l'ordine di attacco.

## Il blocco francese di Zhenhai, marzo–giugno 1885

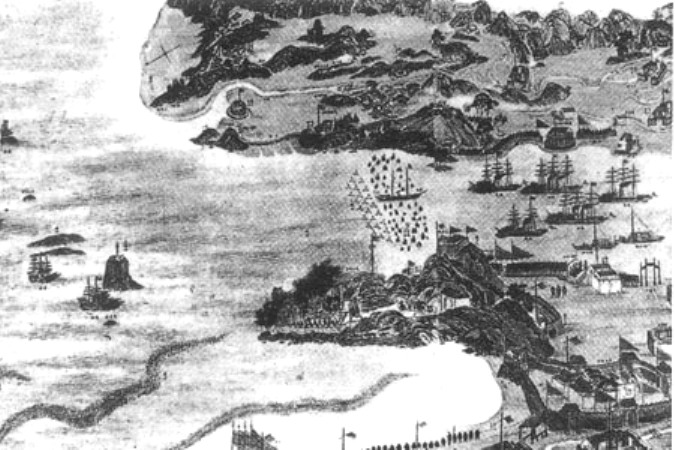
La battaglia di Zhenhai (stampa cinese)

Il 2 marzo 1885 le navi francesi si riposarono, poi il giorno seguente Courbet fece fare dei rilevamenti in vari punti intorno all'ingresso della baia, nella vana ricerca di una posizione da cui le corazzate francesi potessero colpire gli incrociatori cinesi senza subire il fuoco dei forti cinesi. Non avendo individuato posizioni di questo tipo, Courbet diede ordine di porre il blocco alla baia di Zhenhai. Intorno alle navi francesi furono stese delle reti come precauzione contro un possibile attacco con siluri e l'ingresso della baia fu sorvegliato 24 ore su 24. Qualsiasi giunca o sampan che si avvicinava troppo alle navi francesi veniva colpito.
Queste precauzioni si rivelarono inutili. Invece di pianificare un attacco contro la squadra francese, i comandanti cinesi sembravano temere un'incursione delle torpediniere francesi lungo il fiume Ningpo per ripetere il loro recente trionfo nella battaglia di Shipu. La notte del 2 marzo 1885, mentre la squadra francese era all'ancora, un faro spazzò improvvisamente lo sbarramento cinese, diversi razzi si levarono in aria e dall'interno della baia giunse il suono di cannoni e fucili. Le nervose sentinelle cinesi avevano erroneamente identificato un innocuo peschereccio come una torpediniera francese e avevano dato immediatamente l'allarme. I francesi, increduli, ascoltarono i cinesi che spararono fino all'alba contro un nemico immaginario.
La situazione rimase invariata per il resto del mese. Almeno due navi francesi della Squadra dell'Estremo Oriente rimasero all'ancora all'ingresso della baia di Zhenhai per tutto il mese di marzo. Apparentemente incapaci di attaccare le navi da guerra francesi, i cinesi continuarono con il loro costoso spettacolo pirotecnico, sia perché i comandanti cinesi temevano un attacco notturno con siluri, sia come tentativo di sollevare il morale delle loro truppe. Uno o due degli ufficiali francesi più esperti si stupì dello spreco di munizioni deciso dai generali nemici, ma la maggior parte si godette lo spettacolo notturno di lampi e detonazioni sopra la baia di Zhenhai come una gradita tregua dalla noia del blocco navale. L'unico incidente significativo durante il blocco fu un breve cannoneggiamento effettuato da parte delle navi francesi verso la fine di marzo per impedire ai cinesi di tentare di riparare i loro forti danneggiati.

## La versione cinese

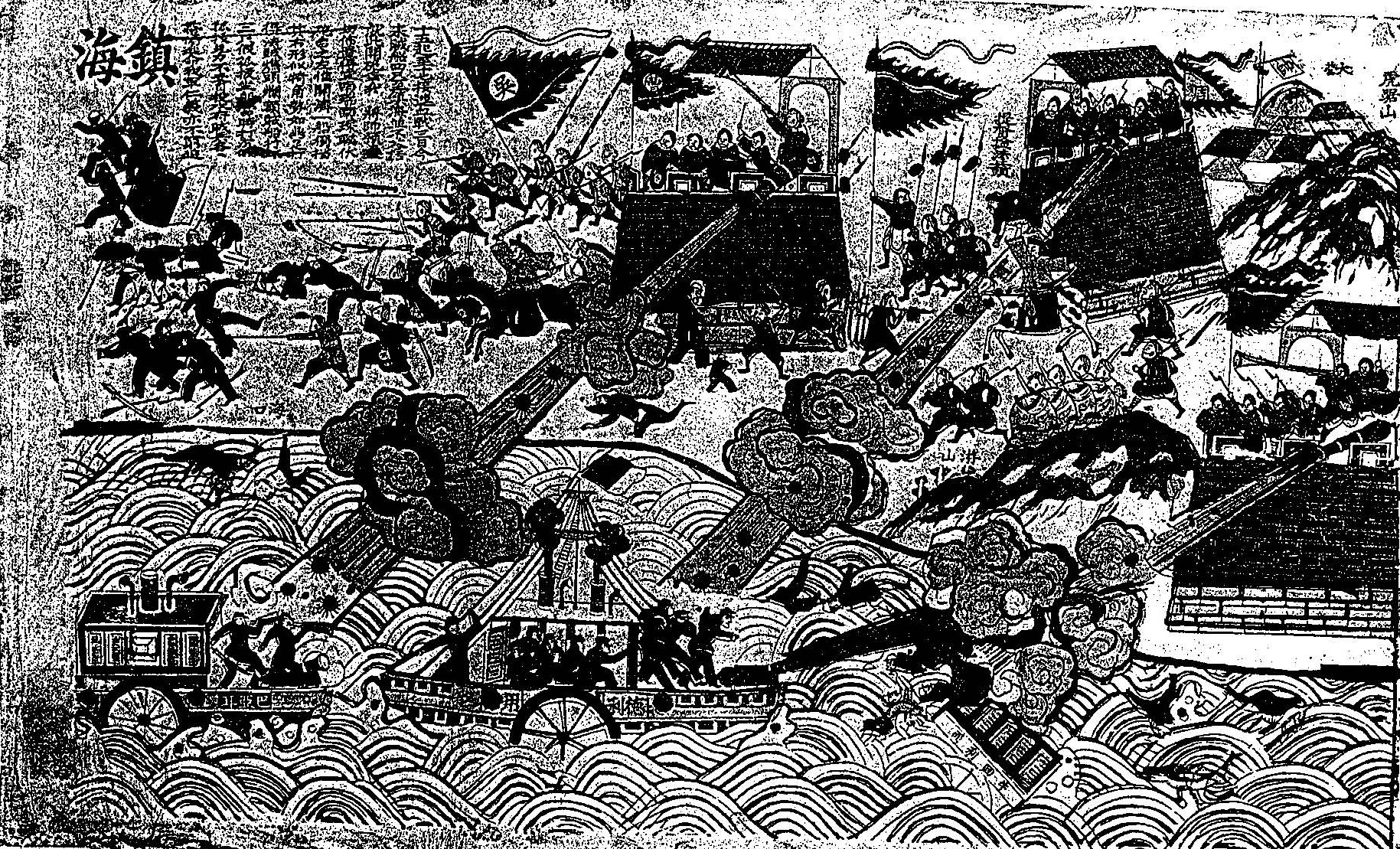
La Bayard, la Triomphante e la Nielly sotto il fuoco delle batterie di terra cinesi a Zhenhai

Vista dalla parte francese, la situazione era la seguente: erano riusciti ad imbottigliare sette navi da guerra cinesi nella baia di Zhenhai, dove rimasero immobilizzate per il resto della guerra. Anche se Courbet non era riuscito ad affrontarle, localizzare e intrappolare le navi da guerra cinesi era un successo strategico paragonabile alla distruzione della Yuyuan e della Chengqing avvenuta quindici giorni prima.
Non era così che i cinesi vedevano le cose. La decisione di Courbet di non forzare le difese della baia di Zhenhai permise ai cinesi di rivendicare il breve scontro del 1º marzo 1885 come un'eclatante vittoria difensiva. Lo scambio di mezz'ora di colpi tra la Nielly e le batterie di terra cinesi si trasformò in una battaglia di sei ore, in cui le navi di Courbet subirono un duro trattamento e il comandante francese ricevette gravi ferite, mentre il breve ingaggio del 1º marzo 1885 si trasformò in una battaglia di tre giorni, dal 1 al 3 marzo 1885, durante la quale i ripetuti attacchi furono respinti.
Il resoconto cinese delle ostilità si cristallizzò poco dopo la guerra, con l'erezione nel 1889 di una lapide commemorativa vicino al luogo dell'ingaggio da parte del generale cinese Ouyang Lijian (歐陽利見), che era stato incaricato della difesa di Ningbo e Zhenhai. Secondo il racconto di Ouyang, la difesa della città era nelle sue mani ed in quelle dei mandarini militari cinesi Xue Fucheng (薛福成) e Liu Bingzhang. L'ufficiale di artiglieria Wu Jie (吳杰) divenne l'eroe della battaglia: sfidò gli ordini diretti di non sparare sui francesi e diede il via alla battaglia, ordinando ai suoi uomini di aprire il fuoco. I cannoni cinesi inflissero terribili danni alle navi francesi, colpendo sia la Bayard sia la Nielly, e un colpo sparato di persona da Wu Jie ferì gravemente il "terribile Guba" (come i cinesi chiamavano Courbet). A battaglia conclusa, Wu Jie si aspettava di essere lodato per la sua bravura e invece fu punito per disobbedienza.

## La versione di Arlington

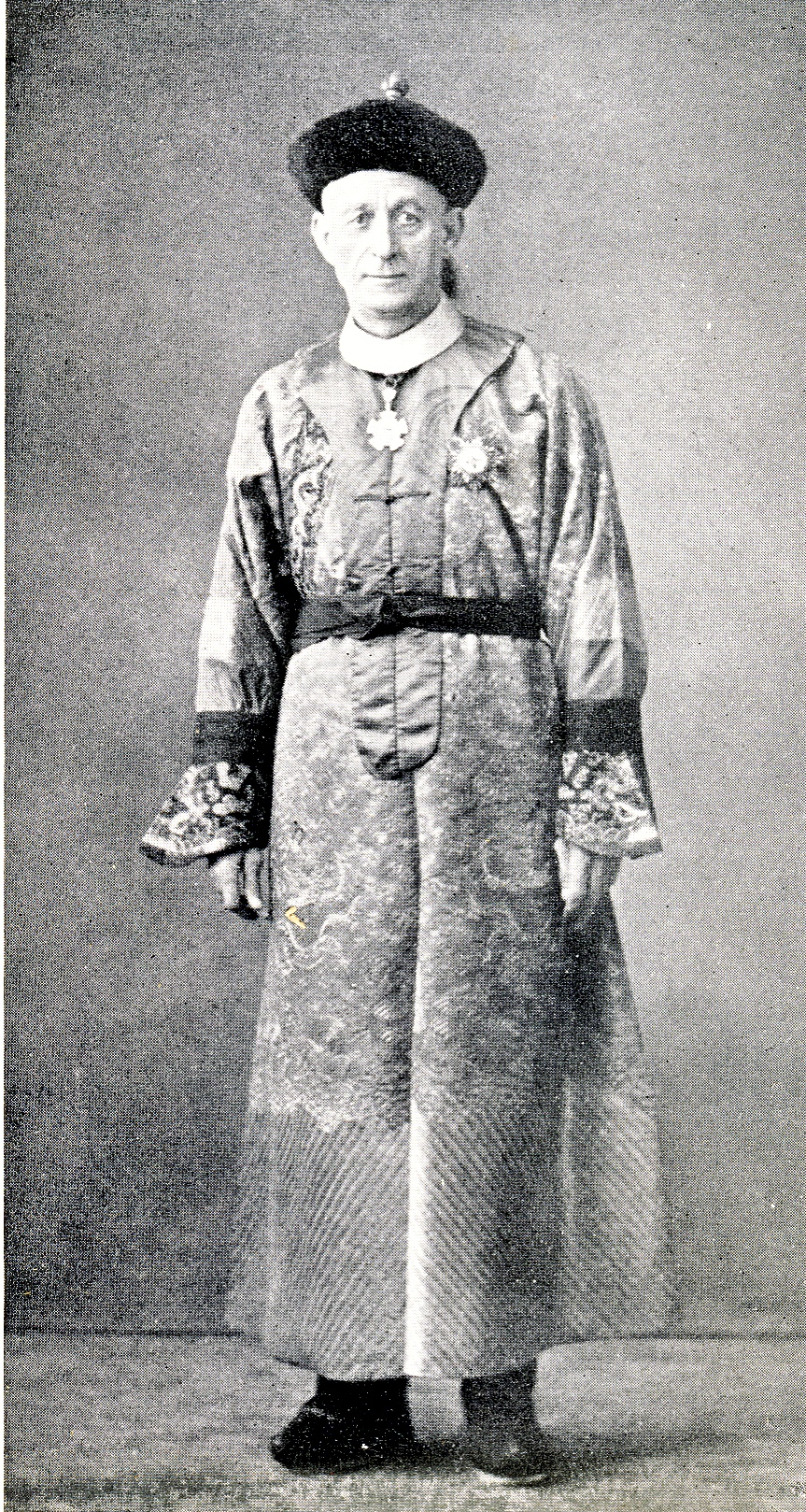
L'ufficiale navale americano L. C. Arlington, che prestò servizio con la Flotta del Nanyang durante la guerra franco-cinese

L. C. Arlington, un ufficiale della marina americana in servizio come "consigliere straniero" presso la Flotta del Nanyang a Zhenhai, fornisce una testimonianza che fa luce sul racconto patriottico di Ouyang Lijian. Secondo l'americano, le autorità di Zhenhai furono estremamente riluttanti a permettere ai tre incrociatori dell'ammiraglio Wu Ankang di rifugiarsi nella baia di Zhenhai. Temendo di provocare un attacco francese, lo pregarono di andare altrove, ma l'ammiraglio Wu minacciò di portare le sue navi a Ningbo e di lasciarle sole ad affrontare la squadra francese. Quando il 28 febbraio 1885 i francesi apparvero al largo di Zhenhai e le autorità di terra esortarono Wu a salpare e ad attaccare i francesi con le sette navi a sua disposizione. Wu, secondo Arlington saggiamente, si rifiutò di farlo. Nessuno degli ufficiali di marina cinesi o stranieri credeva che le navi di Wu potessero vincere una simile battaglia.
Secondo Arlington, gli artiglieri cinesi erano riluttanti a sparare contro i francesi il 1º marzo 1885. Egli riferisce che un artigliere tedesco di nome Jerkins fece precipitare il duello di artiglieria, aprendo senza ordini il fuoco su una delle navi francesi. Un colpo della nave ammiraglia dell'ammiraglio Courbet, la corazzata Nielly (erroneamente identificata da Arlington come la nave gemella Atalante), colpì la batteria di artiglieria che aveva aperto il fuoco, uccidendo 26 soldati cinesi e ferendone altri 30. Lo scontro si sviluppò e si estese, fino a coinvolgere tutte le batterie costiere e le navi da guerra cinesi.
Arlington menziona anche un secondo scontro, avvenuto il 3 marzo 1885, durante il quale una nave da guerra francese fu danneggiata. Questo scontro non è menzionato in nessuna fonte francese.

## Conseguenze

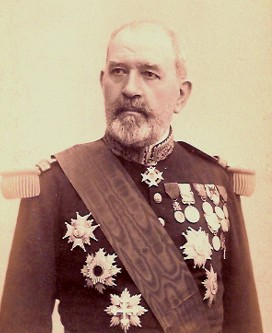
L'ammiraglio Henri Rieunier (1833–1918)

Francia e Cina firmarono accordi di pace preliminari il 4 aprile 1885, ma i francesi mantennero il blocco di Zhenhai e del fiume Yangzi fino alla firma, il 9 giugno 1885, del trattato di pace che pose fine alla guerra sino-francese, il trattato di Tientsin. L'11 giugno 1885 l'ammiraglio Courbet morì di dissenteria a bordo della sua nave ammiraglia, la Bayard, nel porto di Makung, dove la maggior parte della Squadra dell'Estremo Oriente era di stanza dalla fine della campagna delle Pescadores a fine marzo 1885. Il 13 giugno 1885 l'ammiraglio Henri Rieunier, allora di stanza al largo di Shanghai con la corazzata Turenne, notificò ufficialmente alle autorità cinesi della città la morte di Courbet. Inviò la notizia anche al commissario militare Ouyang Lijian a Zhenhai. Poiché Francia e Cina erano ormai in pace, i cinesi abbassarono le bandiere a mezz'asta sulle batterie di Zhenhai, in conformità con il protocollo internazionale. Solo tre mesi prima, queste stesse batterie avevano fatto del loro meglio per uccidere l'ammiraglio francese.
L'ammiraglio Rieunier venne poi a sapere che i francesi avrebbero potuto catturare tutte e sette le navi cinesi senza subire perdite se avessero attaccato le difese di Zhenhai il 2 marzo 1885. Poco dopo la fine della guerra, il console britannico a Ningbo disse a Rieunier che l'arrivo di Courbet aveva creato un tale allarme che i capitani delle navi cinesi erano pronti ad arrendersi se i francesi avessero attaccato seriamente le difese di Zhenhai. Poiché gli inglesi volevano preservare la loro neutralità, il console si era astenuto dal trasmettere questa preziosa informazione ai francesi.

## Navi francesi a Zhenhai

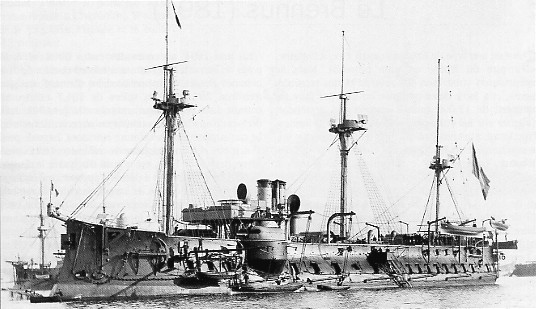
La Bayard, nave ammiraglia dell'ammiraglio Courbet
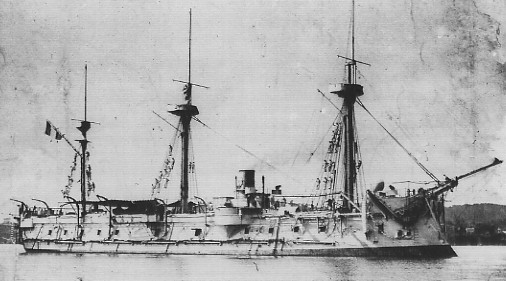
La Triomphante
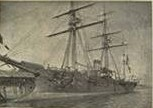
La Nielly

## Navi cinesi a Zhenhai

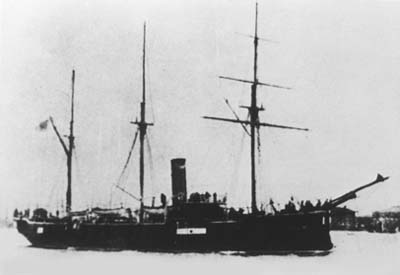
Kaiji (開濟)
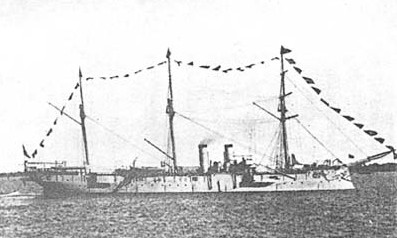
Nanchen (南琛)
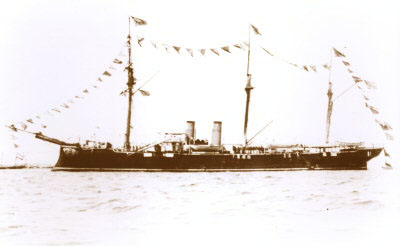
Nanrui (南瑞)

## Commemorazione della battaglia di Zhenhai in Cina
La "battaglia di Zhenhai" è ancora ricordata in Cina con orgoglio. Le fortificazioni cinesi e i cannoni utilizzati durante la battaglia sono conservati a Zhenhai insieme a un monumento che reca l'iscrizione 中法战争镇海之役胜利纪念碑, "Monumento alla vittoria nella battaglia di Zhenhai nella guerra franco-cinese".

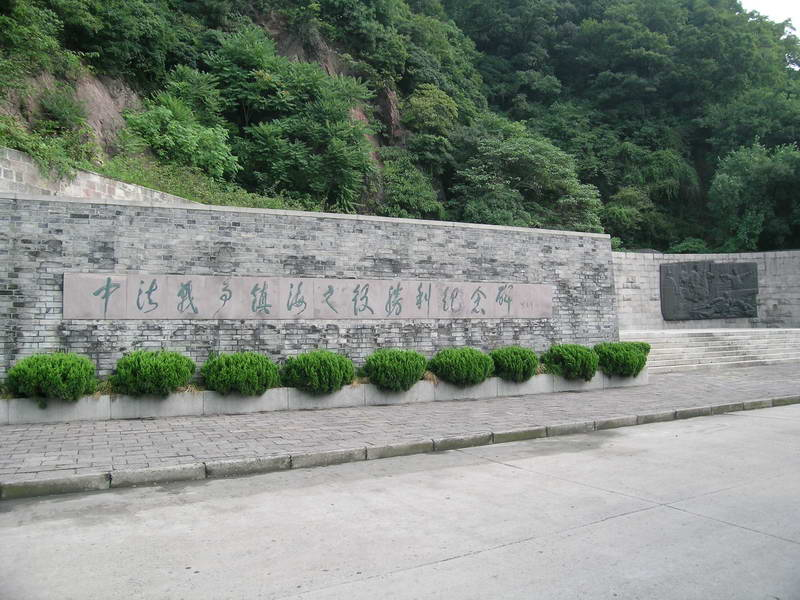
Monumento cinese alla vittoria
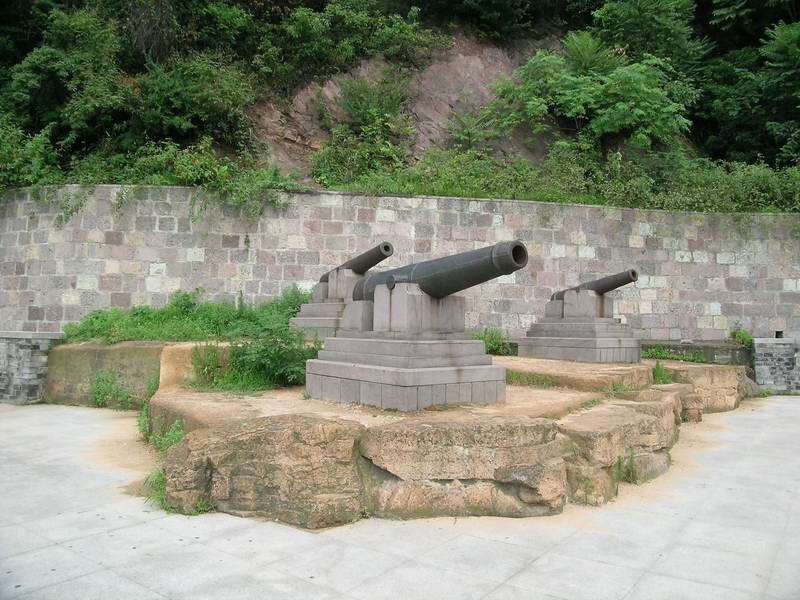
Cannone cinese a Zhenhai
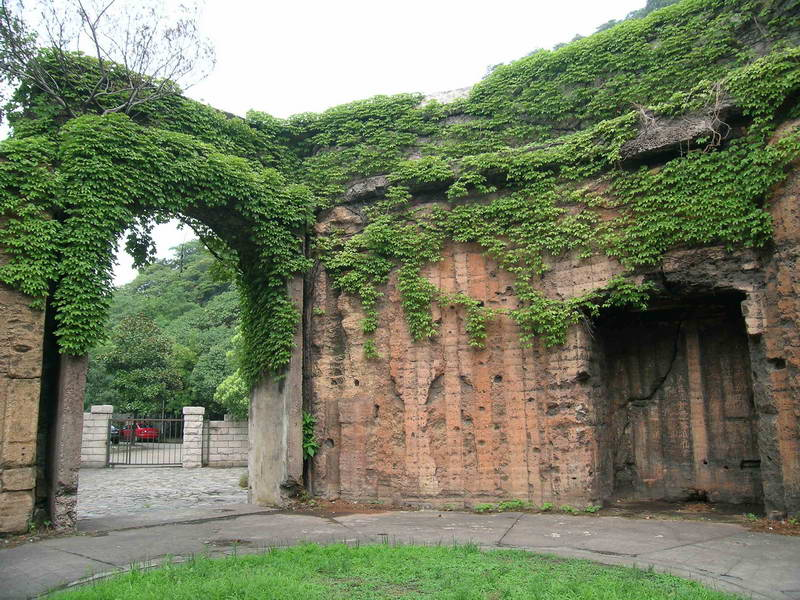
Fortificationi di Zhenhai